# Roca Vidala
La Roca Vidala és una muntanya de 558 metres que es troba al municipi del Pont d'Armentera, a la comarca de l'Alt Camp.